# 2009-es U20-as labdarúgó-világbajnokság
A 2009-es U20-as labdarúgó-világbajnokság a 17. ilyen jellegű torna volt, melynek házigazdája Egyiptom volt szeptember 24. és október 16. között (eredetileg június-július környékén lett volna a torna, de egyéb nemzetközi tornák miatt őszre helyezték át az eseményt). A világbajnokságon 1989. január 1. után született labdarúgók vehetnek részt.
A tornán a magyar U20-as labdarúgó-válogatott bronzérmet szerzett, Koman Vladimir pedig ezüstcipős lett.

## Helyszínek
| Város      | Stadion                   | Nézőszám |
| ---------- | ------------------------- | -------- |
| Kairó      | Kairói Nemzetközi Stadion | 74 100   |
| Kairó      | Al-Szalam Stadion         | 35 000   |
| Alexandria | Borg el-Arab Stadion      | 80 000   |
| Alexandria | Alexandriai stadion       | 20 000   |
| Szuez      | Szuezi stadion            | 25 000   |
| Port Szaíd | Port Szaíd-i stadion      | 22 000   |
| Iszmailia  | Iszmailiai stadion        | 16 500   |

## Résztvevők
A 2009-es U20-as labdarúgó-világbajnokságra a rendező  Egyiptommal kiegészülve összesen 24 csapat szerzett részvételi jogot.

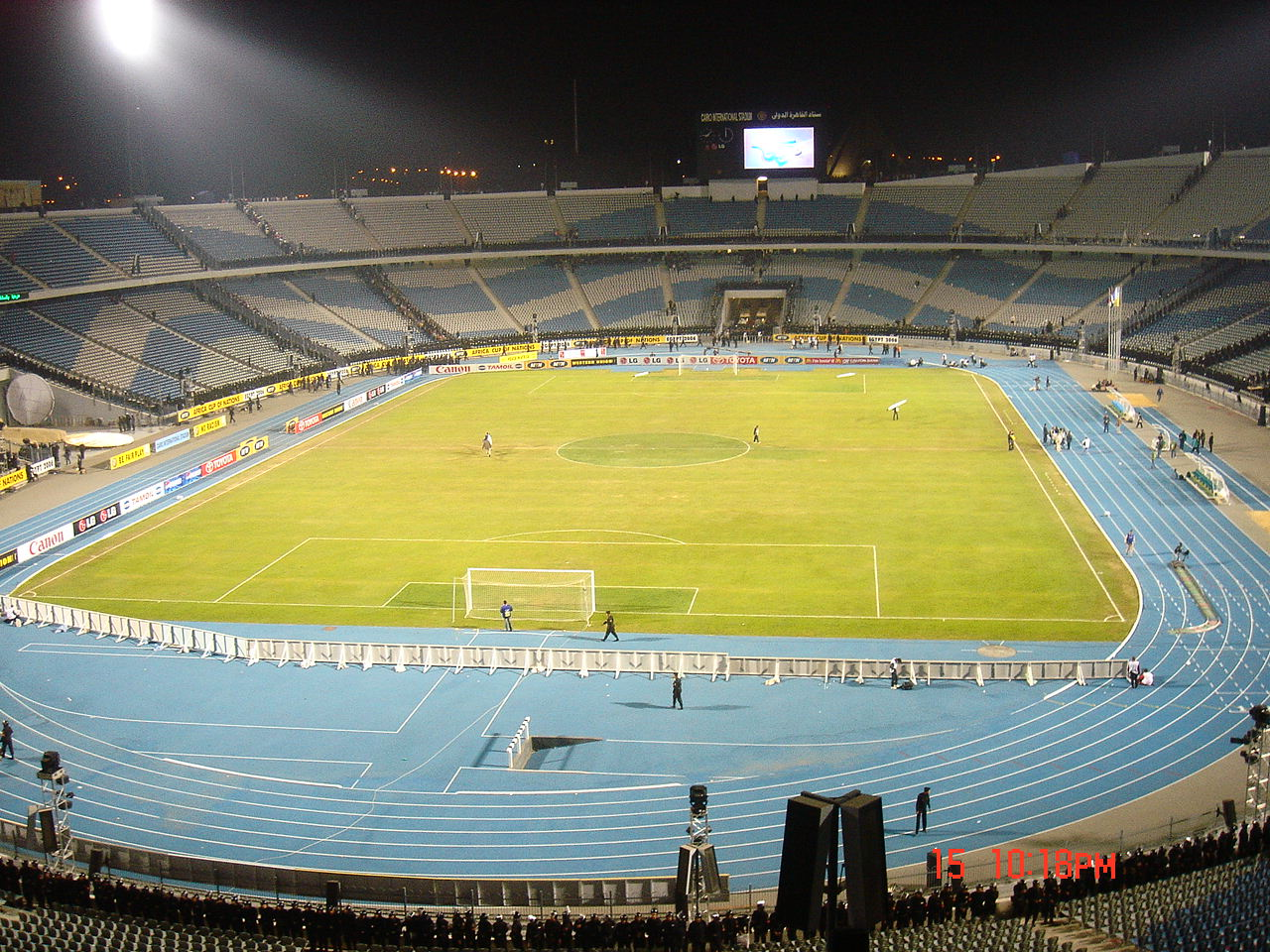
A Kairói Nemzetközi Stadion

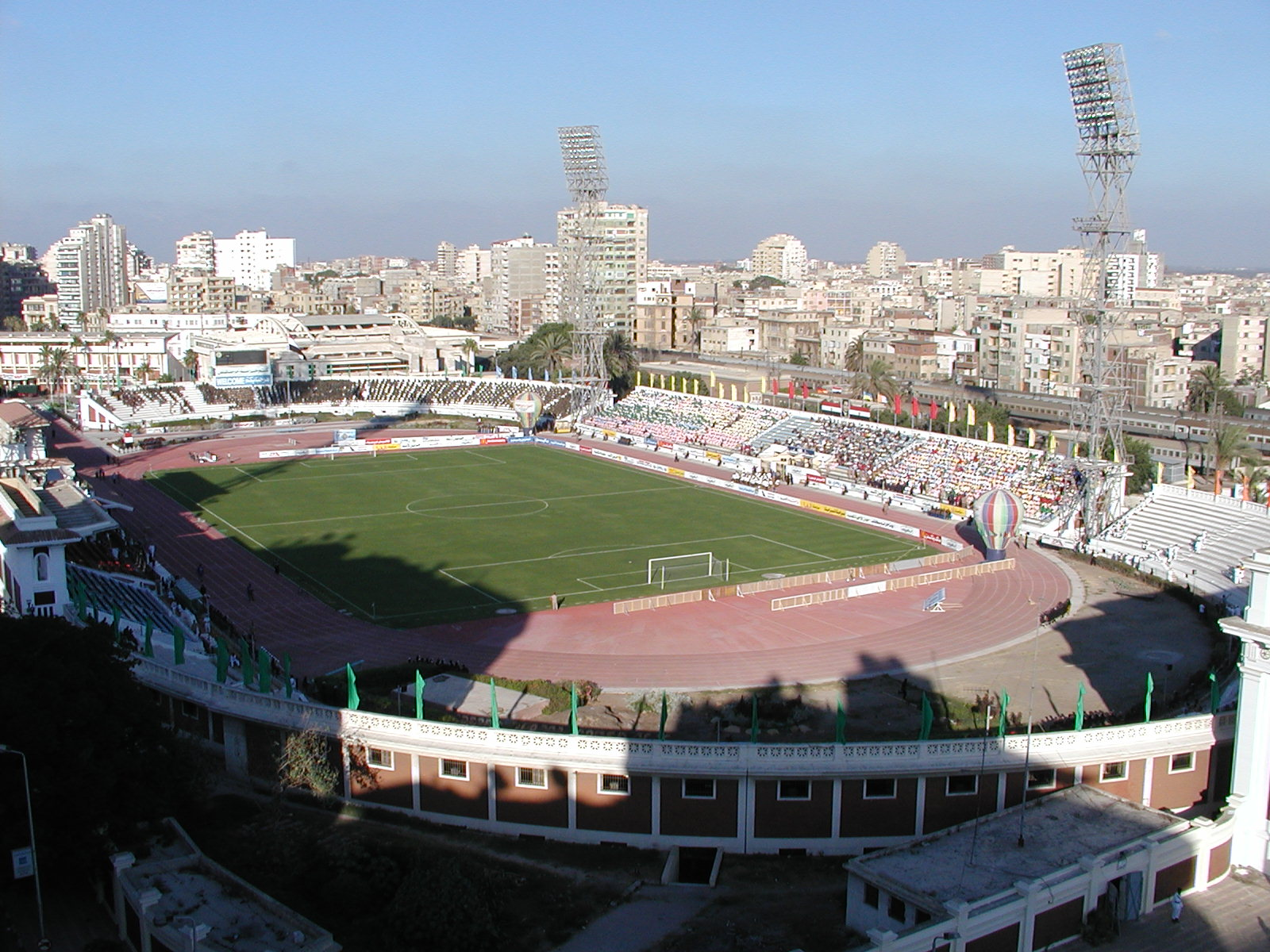
A magyar válogatott valamennyi csoportmérkőzését az Alexandriai stadionban játszotta

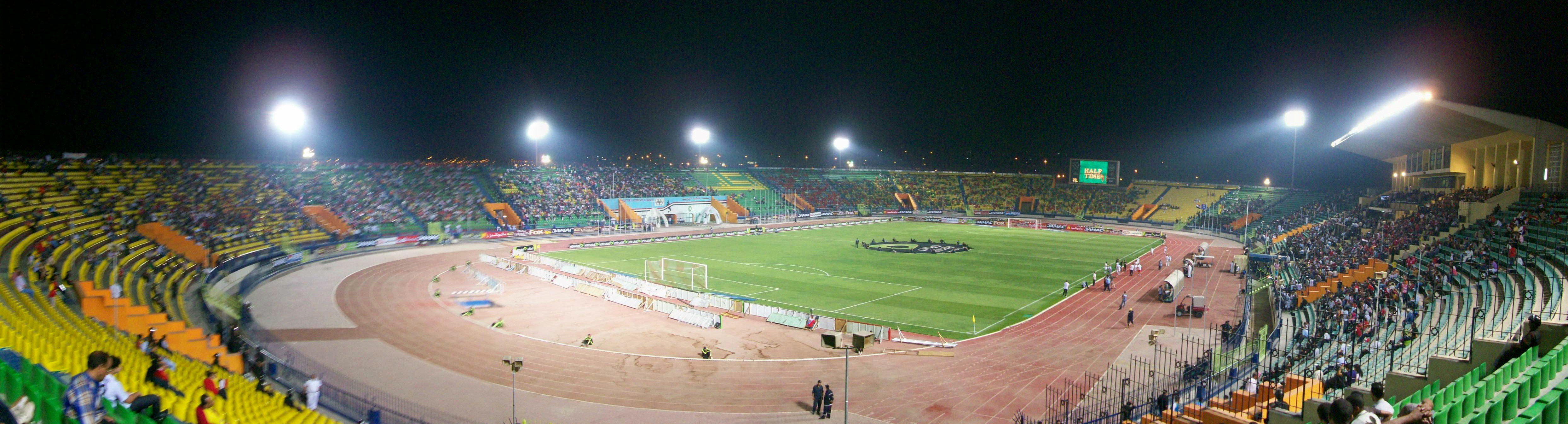
Az Álszálámi stadion hangulata egy 2009-es barátságos mérkőzésen, Egyiptom és Guinea között.

| Szövetség                                         | Selejtező torna                                 | Csapatok                                                                       |
| ------------------------------------------------- | ----------------------------------------------- | ------------------------------------------------------------------------------ |
| AFC (Ázsia)                                       | 2008-as U19-es Ázsia-bajnokság                  | Egyesült Arab Emírségek · Üzbegisztán · Ausztrália · Dél-Korea                 |
| CAF (Afrika)                                      | 2009-es U19-es Afrika-kupa                      | Ghána · Kamerun · Dél-afrikai Köztársaság · Nigéria                            |
| CONCACAF (Észak és Közép-amerikai, Karibi térség) | 2009-es U20-as CONCACAF-aranykupa               | Egyesült Államok · Honduras · Trinidad és Tobago · Costa Rica                  |
| CONMEBOL (Dél-Amerika)                            | 2009-es U19-es dél-amerikai Labdarúgó-bajnokság | Brazília · Paraguay · Uruguay · Venezuela                                      |
| OFC (Óceánia)                                     | 2009-es U20-as óceániai selejtezőtorna          | Tahiti                                                                         |
| UEFA (Európa)                                     | 2008-as U19-es labdarúgó-Európa-bajnokság       | Németország · Olaszország · Csehország · Magyarország · Anglia · Spanyolország |
| Rendező ország                                    | Rendező ország                                  | Egyiptom                                                                       |

## Játékvezetők
| Afrika - Mohammed Benúza - Coffi Codjia - Koman Coulibaly - Eddy Maillet Ázsia - Subkhiddin Mohd Salleh - Nisimura Júicsi Dél-Amerika - Héctor Baldassi - Jorge Larrionda - Óscar Ruiz | Észak-, Közép-Amerika és a Karibi-térség - Joel Aguilar - Marco Rodríguez Európa - Olegário Benquerença - Ivan Bebek - Frank De Bleeckere - Thomas Einwaller - Roberto Rosetti - Alberto Undiano Mallenco Óceánia - Peter O'Leary |

## Eredmények
Minden időpont helyi idő szerinti. (UTC+2)

### Csoportkör
Sorrend meghatározása

A FIFA versenyszabályzata alapján, ha két vagy több csapat a csoportmérkőzések után azonos pontszámmal áll, az alábbiak alapján kell meghatározni a sorrendet:
1. az összes mérkőzésen szerzett több pont (egy győzelemért 3, egy döntetlenért 1 pont jár, a vereségért nem jár pont)
2. az összes mérkőzésen elért jobb gólkülönbség
3. az összes mérkőzésen szerzett több gól

Ha az első három kritérium alapján két vagy több csapat továbbra is azonos eredménnyel áll, akkor az alábbiak alapján kell meghatározni a sorrendet:
1. az azonosan álló csapatok mérkőzésein szerzett több pont
2. az azonosan álló csapatok mérkőzésein elért jobb gólkülönbség
3. az azonosan álló csapatok mérkőzésein szerzett több gól
4. fair play pontszám
5. sorsolás

A csoportokból az első két helyezett, illetve a négy legjobb harmadik helyezett jut tovább a nyolcaddöntőbe.
| Jelmagyarázat                                                            |
| ------------------------------------------------------------------------ |
| A csoportok első két helyezettje bejutott az egyenes kieséses szakaszba. |
| A nyolcaddöntőbe harmadik helyezettként bejutott csapat.                 |
| A tornáról kiesett csapat.                                               |

#### A csoport
| Csapat             | M | Gy | D | V | G+ | G– | Gk | P |
| ------------------ | - | -- | - | - | -- | -- | -- | - |
| Egyiptom           | 3 | 2  | 0 | 1 | 9  | 5  | +4 | 6 |
| Paraguay           | 3 | 1  | 2 | 0 | 2  | 1  | +1 | 5 |
| Olaszország        | 3 | 1  | 1 | 1 | 4  | 5  | –1 | 4 |
| Trinidad és Tobago | 3 | 0  | 1 | 2 | 2  | 6  | –4 | 1 |

| 2009. szeptember 24. 20:00 (UTC+2) |

| Egyiptom                               | 4–1               | Trinidad és Tobago |
| -------------------------------------- | ----------------- | ------------------ |
| Afroto 30' Arafat 51' 90+3' Talaat 59' | (1–1) Jegyzőkönyv | Rochford 36'       |

| Borg el-Arab Stadion, Alexandria Nézőszám: 74 000 Játékvezető: Frank De Bleeckere (belga) |

| 2009. szeptember 25. 16:00 (UTC+2) |

| Paraguay | 0–0         | Olaszország |
| -------- | ----------- | ----------- |
|          | Jegyzőkönyv |             |

| Kairói Nemzetközi Stadion, Kairó Nézőszám: 4628 Játékvezető: Subkhiddin Mohd Salleh (malajziai) |

| 2009. szeptember 28. 18:45 (UTC+2) |

| Olaszország               | 2–1               | Trinidad és Tobago |
| ------------------------- | ----------------- | ------------------ |
| Albertazzi 39' Raggio 78' | (1–0) Jegyzőkönyv | Clarence 67'       |

| Kairói Nemzetközi Stadion, Kairó Nézőszám: 57 164 Játékvezető: Peter O'Leary (új-zélandi) |

| 2009. szeptember 28. 21:30 (UTC+2) |

| Egyiptom   | 1–2               | Paraguay                              |
| ---------- | ----------------- | ------------------------------------- |
| Afroto 38' | (1–1) Jegyzőkönyv | Santander 27' Paniagua 90+4' Huth 37′ |

| Kairói Nemzetközi Stadion, Kairó Nézőszám: 57 164 Játékvezető: Ivan Bebek (horvát) |

| 2009. október 1. 21:30 (UTC+2) |

| Trinidad és Tobago | 0–0         | Paraguay |
| ------------------ | ----------- | -------- |
|                    | Jegyzőkönyv |          |

| Álszálám Stadion, Kairó Nézőszám: 7220 Játékvezető: Eddy Maillet (Seychelle-szigeteki) |

| 2009. október 1. 21:30 (UTC+2) |

| Olaszország               | 2–4               | Egyiptom                      |
| ------------------------- | ----------------- | ----------------------------- |
| Eusepi 29' Albertazzi 53' | (1–2) Jegyzőkönyv | Shokry 23' 45+1' Bogy 70' 80' |

| Kairói Nemzetközi Stadion, Kairó Nézőszám: 63 674 Játékvezető: Marco Rodríguez (mexikói) |

#### B csoport
| Csapat        | M | Gy | D | V | G+ | G– | Gk  | P |
| ------------- | - | -- | - | - | -- | -- | --- | - |
| Spanyolország | 3 | 3  | 0 | 0 | 13 | 0  | +13 | 9 |
| Venezuela     | 3 | 2  | 0 | 1 | 9  | 3  | +6  | 6 |
| Nigéria       | 3 | 1  | 0 | 2 | 5  | 3  | +2  | 3 |
| Tahiti        | 3 | 0  | 0 | 3 | 0  | 21 | –21 | 0 |

| 2009. szeptember 25. 18:45 (UTC+2) |

| Nigéria    | 0–1               | Venezuela     |
| ---------- | ----------------- | ------------- |
| Haruna 40′ | (0–1) Jegyzőkönyv | Del Valle 45' |

| Álszálám Stadion, Kairó Nézőszám: 10 540 Játékvezető: Roberto Rosetti (olasz) |

| 2009. szeptember 25. 21:30 (UTC+2) |

| Spanyolország                                                | 8–0               | Tahiti |
| ------------------------------------------------------------ | ----------------- | ------ |
| Aarón 11' 15' Nsue 17' 32' Mérida 74' Kike 79' 86' Ander 89' | (4–0) Jegyzőkönyv |        |

| Álszálám Stadion, Kairó Nézőszám: 10 540 Játékvezető: Mohammed Benúza (algériai) |

| 2009. szeptember 28. 16:00 (UTC+2) |

| Nigéria    | 0–2               | Spanyolország             |
| ---------- | ----------------- | ------------------------- |
| Salami 84′ | (0–1) Jegyzőkönyv | Mérida 33' 83' (11-esből) |

| Álszálám Stadion, Kairó Nézőszám: 7955 Játékvezető: Frank De Bleeckere (belga) |

| 2009. szeptember 28. 18:45 (UTC+2) |

| Tahiti                          | 0–8               | Venezuela                                                                      |
| ------------------------------- | ----------------- | ------------------------------------------------------------------------------ |
| Faatiarau 26′ Rochette 11′, 38′ | (0–3) Jegyzőkönyv | Rondón 4' 27' (11-esből) 90+2' Velázquez 19' Rojas 72' Del Valle 78' 88' 90+1' |

| Álszálám Stadion, Kairó Nézőszám: 7955 Játékvezető: Subkhiddin Mohd Salleh (malajziai) |

| 2009. október 1. 18:45 (UTC+2) |

| Venezuela | 0–3               | Spanyolország                             |
| --------- | ----------------- | ----------------------------------------- |
|           | (0–2) Jegyzőkönyv | Parejo 12' Aarón 26' (11-esből) Ander 77' |

| Álszálám Stadion, Kairó Nézőszám: 7220 Játékvezető: Joel Aguilar (salvadori) |

| 2009. október 1. 18:45 (UTC+2) |

| Tahiti                              | 0–5               | Nigéria                                                |
| ----------------------------------- | ----------------- | ------------------------------------------------------ |
| L. Tehau 41′, 43′ A. Tehau 72′, 74′ | (0–4) Jegyzőkönyv | Obiorah 15' Edet 24' Fatai 34' Orelesi 45+1' Adejo 90' |

| Kairói Nemzetközi Stadion, Kairó Nézőszám: 63 674 Játékvezető: Thomas Einwaller (osztrák) |

#### C csoport
| Csapat           | M | Gy | D | V | G+ | G– | Gk | P |
| ---------------- | - | -- | - | - | -- | -- | -- | - |
| Németország      | 3 | 2  | 1 | 0 | 7  | 1  | +6 | 7 |
| Dél-Korea        | 3 | 1  | 1 | 1 | 4  | 3  | +1 | 4 |
| Egyesült Államok | 3 | 1  | 0 | 2 | 4  | 7  | –3 | 3 |
| Kamerun          | 3 | 1  | 0 | 1 | 3  | 7  | –4 | 3 |

| 2009. szeptember 26. 16:00 (UTC+2) |

| Egyesült Államok | 0–3               | Németország                                        |
| ---------------- | ----------------- | -------------------------------------------------- |
|                  | (0–2) Jegyzőkönyv | Aydilek 30' (11-esből) Jungwirth 32' Schäffler 72' |

| Szuezi stadion, Szuez Nézőszám: 25 000 Játékvezető: Nisimura Júicsi (japán) |

| 2009. szeptember 26. 18:45 (UTC+2) |

| Kamerun            | 2–0               | Dél-Korea |
| ------------------ | ----------------- | --------- |
| Akono 19' Tiko 64' | (1–0) Jegyzőkönyv |           |

| Szuezi stadion, Szuez Nézőszám: 25 000 Játékvezető: Héctor Baldassi (argentin) |

| 2009. szeptember 29. 16:00 (UTC+2) |

| Dél-Korea   | 1–1               | Németország     |
| ----------- | ----------------- | --------------- |
| Min Woo 71' | (0–1) Jegyzőkönyv | Sukuta-Pasu 33' |

| Szuezi stadion, Szuez Nézőszám: 28 000 Játékvezető: Óscar Ruiz (kolumbiai) |

| 2009. szeptember 29. 18:45 (UTC+2) |

| Egyesült Államok                             | 4–1               | Kamerun             |
| -------------------------------------------- | ----------------- | ------------------- |
| Arguez 45+1' Taylor 47' Duka 67' Ownby 90+1' | (1–0) Jegyzőkönyv | Yaya 75' (11-esből) |

| Szuezi stadion, Szuez Nézőszám: 28 000 Játékvezető: Jorge Larrionda (uruguayi) |

| 2009. október 2. 18:45 (UTC+2) |

| Németország                                             | 3–0               | Kamerun        |
| ------------------------------------------------------- | ----------------- | -------------- |
| Sukuta-Pasu 41' Aydilek 58' Holtby 70' Aydilek 29′, 76′ | (1–0) Jegyzőkönyv | Ekeng 11′, 45′ |

| Iszmailiai stadion, Iszmailia Nézőszám: 11 000 Játékvezető: Nisimura Júicsi (japán) |

| 2009. október 2. 18:45 (UTC+2) |

| Dél-Korea                                               | 3–0               | Egyesült Államok |
| ------------------------------------------------------- | ----------------- | ---------------- |
| Young-Gwon 23' Bo-Kyung 42' Ku Dzsacshol 75' (11-esből) | (2–0) Jegyzőkönyv | Opara 66′, 73′   |

| Szuezi stadion, Szuez Nézőszám: 27 000 Játékvezető: Roberto Rosetti (olasz) |

#### D csoport
| Csapat      | M | Gy | D | V | G+ | G– | Gk | P |
| ----------- | - | -- | - | - | -- | -- | -- | - |
| Ghána       | 3 | 2  | 1 | 0 | 8  | 3  | +5 | 7 |
| Uruguay     | 3 | 2  | 1 | 0 | 6  | 2  | +4 | 7 |
| Üzbegisztán | 3 | 0  | 1 | 2 | 2  | 6  | –4 | 1 |
| Anglia      | 3 | 0  | 1 | 2 | 1  | 6  | –5 | 1 |

| 2009. szeptember 26. 18:45 (UTC+2) |

| Ghána                | 2–1               | Üzbegisztán |
| -------------------- | ----------------- | ----------- |
| Osei 60' Adiyiah 75' | (0–0) Jegyzőkönyv | Karimov 47' |

| Iszmailiai stadion, Iszmailia Nézőszám: 12 500 Játékvezető: Alberto Undiano Mallenco (spanyol) |

| 2009. szeptember 26. 21:30 (UTC+2) |

| Anglia | 0–1               | Uruguay    |
| ------ | ----------------- | ---------- |
|        | (0–0) Jegyzőkönyv | Viudez 84' |

| Iszmailiai stadion, Iszmailia Nézőszám: 12 500 Játékvezető: Olegário Benquerença (portugál) |

| 2009. szeptember 29. 18:45 (UTC+2) |

| Uruguay                                  | 3–0               | Üzbegisztán |
| ---------------------------------------- | ----------------- | ----------- |
| Lodeiro 28' Urretaviscaya 62' Garcia 83' | (1–0) Jegyzőkönyv | Urunov 29′  |

| Iszmailiai stadion, Iszmailia Nézőszám: 13 000 Játékvezető: Roberto Rosetti (olasz) |

| 2009. szeptember 29. 21:30 (UTC+2) |

| Ghána                             | 4–0               | Anglia |
| --------------------------------- | ----------------- | ------ |
| Adiyiah 38' 88' Ayew 57' Osei 82' | (1–0) Jegyzőkönyv |        |

| Iszmailiai stadion, Iszmailia Nézőszám: 13 000 Játékvezető: Nisimura Júicsi (japán) |

| 2009. október 2. 21:30 (UTC+2) |

| Uruguay                     | 2–2               | Ghána                        |
| --------------------------- | ----------------- | ---------------------------- |
| Lodeiro 74' Hernandez 90+1' | (0–0) Jegyzőkönyv | Rabiu 54' Osei 70' Rabiu 75′ |

| Iszmailiai stadion, Iszmailia Nézőszám: 11 000 Játékvezető: Ivan Bebek (horvát) |

| 2009. október 2. 21:30 (UTC+2) |

| Üzbegisztán | 1–1               | Anglia               |
| ----------- | ----------------- | -------------------- |
| Nagaev 77'  | (0–0) Jegyzőkönyv | Tchuimeni-Nimely 88' |

| Szuezi stadion, Szuez Nézőszám: 27 000 Játékvezető: Óscar Ruiz (kolumbiai) |

#### E csoport
| Csapat     | M | Gy | D | V | G+ | G– | Gk | P |
| ---------- | - | -- | - | - | -- | -- | -- | - |
| Brazília   | 3 | 2  | 1 | 0 | 8  | 1  | +7 | 7 |
| Csehország | 3 | 2  | 1 | 0 | 5  | 3  | +2 | 7 |
| Costa Rica | 3 | 1  | 0 | 2 | 5  | 8  | –3 | 3 |
| Ausztrália | 3 | 0  | 0 | 3 | 2  | 8  | –6 | 0 |

| 2009. szeptember 27. 16:00 (UTC+2) |

| Brazília                                                       | 5–0               | Costa Rica |
| -------------------------------------------------------------- | ----------------- | ---------- |
| Alan Kardec 24' 44' Giuliano 35' Alex Teixeira 75' Boquita 89' | (3–0) Jegyzőkönyv |            |

| Port Szaíd-i stadion, Port Szaíd Nézőszám: 16 000 Játékvezető: Thomas Einwaller (osztrák) |

| 2009. szeptember 27. 18:45 (UTC+2) |

| Csehország                         | 2–1               | Ausztrália                            |
| ---------------------------------- | ----------------- | ------------------------------------- |
| Rabušic 50' Pekhart 89' (11-esből) | (0–0) Jegyzőkönyv | Holland 90 +4' (11-esből) McGowan 88′ |

| Port Szaíd-i stadion, Port Szaíd Nézőszám: 16 000 Játékvezető: Marco Rodríguez (mexikói) |

| 2009. szeptember 30. 16:00 (UTC+2) |

| Ausztrália    | 0–3               | Costa Rica                                   |
| ------------- | ----------------- | -------------------------------------------- |
| Minniecon 60′ | (0–1) Jegyzőkönyv | Madrigal 35' DeVere 82' (öngól) Guzmán 90+3' |

| Port Szaíd-i stadion, Port Szaíd Nézőszám: 17 200 Játékvezető: Mohammed Benúza (algériai) |

| 2009. szeptember 30. 18:45 (UTC+2) |

| Brazília | 0–0         | Csehország |
| -------- | ----------- | ---------- |
|          | Jegyzőkönyv |            |

| Port Szaíd-i stadion, Port Szaíd Nézőszám: 17 200 Játékvezető: Alberto Undiano Mallenco (spanyol) |

| 2009. október 3. 21:30 (UTC+2) |

| Costa Rica                          | 2–3               | Csehország                     |
| ----------------------------------- | ----------------- | ------------------------------ |
| Estrada 49' (11-esből) Martínez 61' | (0–1) Jegyzőkönyv | Chramosta 11' 86' Vošahlík 77' |

| Alexandriai stadion, Alexandria Nézőszám: 9000 Játékvezető: Olegário Benquerença (portugál) |

| 2009. október 3. 21:30 (UTC+2) |

| Ausztrália | 1–3               | Brazília                        |
| ---------- | ----------------- | ------------------------------- |
| Mooy 14'   | (1–1) Jegyzőkönyv | Ciro 34' Costa 62' Henrique 81' |

| Port Szaíd-i stadion, Port Szaíd Nézőszám: 16 200 Játékvezető: Frank De Bleeckere (belga) |

#### F csoport
| Csapat                  | M | Gy | D | V | G+ | G– | Gk | P |
| ----------------------- | - | -- | - | - | -- | -- | -- | - |
| Magyarország            | 3 | 2  | 0 | 1 | 6  | 3  | +3 | 6 |
| Egyesült Arab Emírségek | 3 | 1  | 1 | 1 | 3  | 4  | –1 | 4 |
| Dél-afrikai Köztársaság | 3 | 1  | 1 | 1 | 4  | 6  | –2 | 4 |
| Honduras                | 3 | 1  | 0 | 2 | 3  | 3  | 0  | 3 |

| 2009. szeptember 27. 18:45 (UTC+2) |

| Egyesült Arab Emírségek                | 2–2               | Dél-afrikai Köztársaság       |
| -------------------------------------- | ----------------- | ----------------------------- |
| Al Kamali 90+1' (11-esből) Awana 90+3' | (0–0) Jegyzőkönyv | Erasmus 54' 72' Mphahlele 82′ |

| Alexandriai stadion, Alexandria Nézőszám: 14 000 Játékvezető: Joel Aguilar (salvadori) |

| 2009. szeptember 27. 21:30 (UTC+2) |

| Honduras                     | 3–0               | Magyarország |
| ---------------------------- | ----------------- | ------------ |
| Martínez 35' 70' Peralta 84' | (1–0) Jegyzőkönyv |              |

| Alexandriai stadion, Alexandria Nézőszám: 14 000 Játékvezető: Eddy Maillet (Seychelle-szigeteki) |

| 2009. szeptember 30. 18:45 (UTC+2) |

| Magyarország                                                  | 4–0               | Dél-afrikai Köztársaság |
| ------------------------------------------------------------- | ----------------- | ----------------------- |
| Korcsmár 49' Koman 51' (11-esből) Debreceni 71' Présinger 90' | (0–0) Jegyzőkönyv |                         |

| Alexandriai stadion, Alexandria Nézőszám: 12 000 Játékvezető: Héctor Baldassi (argentin) |

| 2009. szeptember 30. 21:30 (UTC+2) |

| Egyesült Arab Emírségek | 1–0               | Honduras               |
| ----------------------- | ----------------- | ---------------------- |
| Halíl 41'               | (1–0) Jegyzőkönyv | Mayorquin 45+3′, 90+4′ |

| Alexandriai stadion, Alexandria Nézőszám: 12 000 Játékvezető: Olegário Benquerença (portugál) |

| 2009. október 3. 18:45 (UTC+2) |

| Magyarország         | 2–0               | Egyesült Arab Emírségek |
| -------------------- | ----------------- | ----------------------- |
| Németh 19' Koman 23' | (2–0) Jegyzőkönyv |                         |

| Alexandriai stadion, Alexandria Nézőszám: 9000 Játékvezető: Peter O'Leary (új-zélandi) |

| 2009. október 3. 18:45 (UTC+2) |

| Dél-afrikai Köztársaság | 2–0               | Honduras |
| ----------------------- | ----------------- | -------- |
| Jali 31' Khumalo 46'    | (1–0) Jegyzőkönyv |          |

| Port Szaíd-i stadion, Port Szaíd Nézőszám: 16 200 Játékvezető: Joel Aguilar (salvadori) |

#### Harmadik helyezett csapatok sorrendje
Sorrend meghatározása

A FIFA versenyszabályzata alapján, a harmadik helyezettek sorrendjét az alábbiak alapján kell meghatározni:
1. az összes mérkőzésen szerzett több pont
2. az összes mérkőzésen elért jobb gólkülönbség
3. az összes mérkőzésen szerzett több gól
4. fair play pontszám
5. sorsolás

| Csoport | Csapat                  | M | Gy | D | V | G+ | G– | Gk | P |
| ------- | ----------------------- | - | -- | - | - | -- | -- | -- | - |
| A       | Olaszország             | 3 | 1  | 1 | 1 | 4  | 5  | –1 | 4 |
| F       | Dél-afrikai Köztársaság | 3 | 1  | 1 | 1 | 4  | 6  | –2 | 4 |
| B       | Nigéria                 | 3 | 1  | 0 | 2 | 5  | 3  | +2 | 3 |
| E       | Costa Rica              | 3 | 1  | 0 | 2 | 5  | 8  | –3 | 3 |
| C       | Egyesült Államok        | 3 | 1  | 0 | 2 | 4  | 7  | –3 | 3 |
| D       | Üzbegisztán             | 3 | 0  | 1 | 2 | 2  | 6  | –4 | 1 |

### Egyenes kieséses szakasz
|  |                         |                         |                     |                    |                     |                         |                         |               |               |               |                     |                     |                     |  |  |       |       |       |
|  | Nyolcaddöntők           | Nyolcaddöntők           | Nyolcaddöntők       |                    |                     | Negyeddöntők            | Negyeddöntők            | Negyeddöntők  |               |               | Elődöntők           | Elődöntők           | Elődöntők           |  |  | Döntő | Döntő | Döntő |
|  | Nyolcaddöntők           | Nyolcaddöntők           | Nyolcaddöntők       |                    |                     | Negyeddöntők            | Negyeddöntők            | Negyeddöntők  |               |               | Elődöntők           | Elődöntők           | Elődöntők           |  |  | Döntő | Döntő | Döntő |
|  | október 5. – Kairó      |                         |                     |                    |                     |                         |                         |               |               |               |                     |                     |                     |  |  |       |       |       |
|  |                         |                         |                     |                    |                     |                         |                         |               |               |               |                     |                     |                     |  |  |       |       |       |
|  | A2                      | Paraguay                | 0                   |                    |                     |                         |                         |               |               |               |                     |                     |                     |  |  |       |       |       |
|  | A2                      | Paraguay                | 0                   | október 9. – Szuez |                     |                         |                         |               |               |               |                     |                     |                     |  |  |       |       |       |
|  | C2                      | Dél-Korea               | 3                   |                    |                     |                         |                         |               |               |               |                     |                     |                     |  |  |       |       |       |
|  | C2                      | Dél-Korea               | 3                   |                    |                     | Dél-Korea               | Dél-Korea               | 2             |               |               |                     |                     |                     |  |  |       |       |       |
|  | október 6. – Iszmailia  |                         |                     |                    |                     | Dél-Korea               | Dél-Korea               | 2             |               |               |                     |                     |                     |  |  |       |       |       |
|  |                         |                         | Ghána               | Ghána              | 3                   |                         |                         |               |               |               |                     |                     |                     |  |  |       |       |       |
|  | D1                      | Ghána                   | Ghána               | Ghána              | 3                   | 2                       |                         |               |               |               |                     |                     |                     |  |  |       |       |       |
|  | D1                      | Ghána                   |                     |                    |                     | 2                       | október 13. – Kairó     |               |               |               |                     |                     |                     |  |  |       |       |       |
|  | BEF3                    | Dél-afrikai Köztársaság | 1                   |                    |                     |                         |                         |               |               |               |                     |                     |                     |  |  |       |       |       |
|  | BEF3                    | Dél-afrikai Köztársaság | 1                   |                    |                     | Ghána                   | Ghána                   | 3             |               |               |                     |                     |                     |  |  |       |       |       |
|  | október 5. – Kairó      |                         |                     |                    |                     | Ghána                   | Ghána                   | 3             |               |               |                     |                     |                     |  |  |       |       |       |
|  |                         |                         | Magyarország        | Magyarország       | 2                   |                         |                         |               |               |               |                     |                     |                     |  |  |       |       |       |
|  | B1                      | Spanyolország           | Magyarország        | Magyarország       | 2                   | 1                       |                         |               |               |               |                     |                     |                     |  |  |       |       |       |
|  | B1                      | Spanyolország           | október 9. – Szuez  |                    |                     | 1                       |                         |               |               |               |                     |                     |                     |  |  |       |       |       |
|  | ACD3                    | Olaszország             | 3                   |                    |                     |                         |                         |               |               |               |                     |                     |                     |  |  |       |       |       |
|  | ACD3                    | Olaszország             | 3                   |                    |                     | Olaszország             | Olaszország             | 2             |               |               |                     |                     |                     |  |  |       |       |       |
|  | október 6. – Alexandria |                         |                     |                    |                     | Olaszország             | Olaszország             | 2             |               |               |                     |                     |                     |  |  |       |       |       |
|  |                         |                         | Magyarország        | Magyarország       | 3                   |                         |                         |               |               |               |                     |                     |                     |  |  |       |       |       |
|  | F1                      | Magyarország            | Magyarország        | Magyarország       | 3                   | 2 (4)                   |                         |               |               |               |                     |                     |                     |  |  |       |       |       |
|  | F1                      | Magyarország            |                     |                    |                     | 2 (4)                   | október 16. – Kairó     |               |               |               |                     |                     |                     |  |  |       |       |       |
|  | E2                      | Csehország              | 2 (3)               |                    |                     |                         |                         |               |               |               |                     |                     |                     |  |  |       |       |       |
|  | E2                      | Csehország              | 2 (3)               |                    |                     | Ghána                   | Ghána                   | 0 (4)         |               |               |                     |                     |                     |  |  |       |       |       |
|  | október 7. – Port Szaíd |                         |                     |                    |                     | Ghána                   | Ghána                   | 0 (4)         |               |               |                     |                     |                     |  |  |       |       |       |
|  |                         |                         | Brazília            | Brazília           | 0 (3)               |                         |                         |               |               |               |                     |                     |                     |  |  |       |       |       |
|  | E1                      | Brazília                | Brazília            | Brazília           | 0 (3)               | 3                       |                         |               |               |               |                     |                     |                     |  |  |       |       |       |
|  | E1                      | Brazília                | október 10. – Kairó |                    |                     | 3                       |                         |               |               |               |                     |                     |                     |  |  |       |       |       |
|  | D2                      | Uruguay                 | 1                   |                    |                     |                         |                         |               |               |               |                     |                     |                     |  |  |       |       |       |
|  | D2                      | Uruguay                 | 1                   |                    |                     | Brazília                | Brazília                | 2             |               |               |                     |                     |                     |  |  |       |       |       |
|  | október 7. – Szuez      |                         |                     |                    |                     | Brazília                | Brazília                | 2             |               |               |                     |                     |                     |  |  |       |       |       |
|  |                         |                         | Németország         | Németország        | 1                   |                         |                         |               |               |               |                     |                     |                     |  |  |       |       |       |
|  | C1                      | Németország             | Németország         | Németország        | 1                   | 3                       |                         |               |               |               |                     |                     |                     |  |  |       |       |       |
|  | C1                      | Németország             |                     |                    |                     | 3                       | október 13. – Kairó     |               |               |               |                     |                     |                     |  |  |       |       |       |
|  | ABF3                    | Nigéria                 | 2                   |                    |                     |                         |                         |               |               |               |                     |                     |                     |  |  |       |       |       |
|  | ABF3                    | Nigéria                 | 2                   |                    |                     | Brazília                | Brazília                | 1             |               |               |                     |                     |                     |  |  |       |       |       |
|  | október 7. – Szuez      |                         |                     |                    |                     | Brazília                | Brazília                | 1             |               |               |                     |                     |                     |  |  |       |       |       |
|  |                         |                         | Costa Rica          | Costa Rica         | 0                   |                         |                         | Bronzmérkőzés | Bronzmérkőzés | Bronzmérkőzés |                     |                     |                     |  |  |       |       |       |
|  | B2                      | Venezuela               | Costa Rica          | Costa Rica         | 0                   | 1                       |                         |               |               | Bronzmérkőzés |                     |                     |                     |  |  |       |       |       |
|  | B2                      | Venezuela               |                     |                    | október 10. – Kairó | október 10. – Kairó     | október 10. – Kairó     |               |               |               | október 16. – Kairó | október 16. – Kairó | október 16. – Kairó |  |  |       |       |       |
|  | F2                      | Egyesült Arab Emírségek | 2                   |                    | október 10. – Kairó | október 10. – Kairó     | október 10. – Kairó     |               |               |               | október 16. – Kairó | október 16. – Kairó | október 16. – Kairó |  |  |       |       |       |
|  | F2                      | Egyesült Arab Emírségek | 2                   |                    |                     | Egyesült Arab Emírségek | Egyesült Arab Emírségek | 1             | Magyarország  | Magyarország  | 1 (2)               |                     |                     |  |  |       |       |       |
|  | október 6. – Kairó      |                         |                     |                    |                     | Egyesült Arab Emírségek | Egyesült Arab Emírségek | 1             | Magyarország  | Magyarország  | 1 (2)               |                     |                     |  |  |       |       |       |
|  |                         |                         | Costa Rica          | Costa Rica         | 2                   |                         |                         | Costa Rica    | Costa Rica    | 1 (0)         |                     |                     |                     |  |  |       |       |       |
|  | A1                      | Egyiptom                | Costa Rica          | Costa Rica         | 2                   | 0                       |                         | Costa Rica    | Costa Rica    | 1 (0)         |                     |                     |                     |  |  |       |       |       |
|  | A1                      | Egyiptom                |                     |                    |                     |                         |                         |               |               |               |                     |                     |                     |  |  |       |       |       |
|  | CDE3                    | Costa Rica              | 2                   |                    |                     |                         |                         |               |               |               |                     |                     |                     |  |  |       |       |       |
|  | CDE3                    | Costa Rica              | 2                   |                    |                     |                         |                         |               |               |               |                     |                     |                     |  |  |       |       |       |

#### Nyolcaddöntők
| 2009. október 5. 16:30 (UTC+2) |

| Spanyolország                  | 1–3               | Olaszország                      |
| ------------------------------ | ----------------- | -------------------------------- |
| Aarón 66' (11-esből) Botia 28′ | (0–0) Jegyzőkönyv | Mustacchio 55' 87' Mazzarani 61' |

| Álszálám Stadion, Kairó Nézőszám: 6150 Játékvezető: Héctor Baldassi (argentin) |

| 2009. október 5. 20:00 (UTC+2) |

| Paraguay        | 0–3               | Dél-Korea                    |
| --------------- | ----------------- | ---------------------------- |
| Burgos 59′, 61′ | (0–0) Jegyzőkönyv | Bo-Kyung 55' Min-Woo 60' 70' |

| Kairói Nemzetközi Stadion, Kairó Nézőszám: 10 720 Játékvezető: Mohammed Benúza (algériai) |

| 2009. október 6. 16:30 (UTC+2) |

| Ghána                                   | 2–1 (h. u.)                 | Dél-afrikai Köztársaság |
| --------------------------------------- | --------------------------- | ----------------------- |
| Ayew 66' Adiyiah 99' Agyemang 91′, 113′ | (0–0, 1–1, 2–1) Jegyzőkönyv | Erasmus 58'             |

| Iszmailiai stadion, Iszmailia Nézőszám: 10 000 Játékvezető: Peter O'Leary (új-zélandi) |

| 2009. október 6. 20:00 (UTC+2) |

| Egyiptom | 0–2               | Costa Rica         |
| -------- | ----------------- | ------------------ |
|          | (0–1) Jegyzőkönyv | Mena 21' Ureña 88' |

| Kairói Nemzetközi Stadion, Kairó Nézőszám: 81 860 Játékvezető: Thomas Einwaller (osztrák) |

| 2009. október 6. 20:00 (UTC+2) |

| Magyarország                                   | 2–2 (h. u.)                 | Csehország                                       |
| ---------------------------------------------- | --------------------------- | ------------------------------------------------ |
| Kiss 15' Koman 99'                             | (1–1, 1–1, 2–2) Jegyzőkönyv | Vošahlík 26' Rabušic 92'                         |
| Büntetőpárbaj                                  |                             |                                                  |
| Présinger Koman Szabó Gosztonyi Németh Balajti | 4–3                         | Mareček Rabušic Čelůstka Vošahlík Morávek Řezník |

| Alexandriai stadion, Alexandria Nézőszám: 7000 Játékvezető: Subkhiddin Mohd Salleh (malajziai) |

| 2009. október 7. 16:30 (UTC+2) |

| Brazília                              | 3–1               | Uruguay           |
| ------------------------------------- | ----------------- | ----------------- |
| Alan Kardec 22' Alex Teixeira 24' 31' | (3–1) Jegyzőkönyv | Urretaviscaya 36' |

| Port Szaíd-i stadion, Port Szaíd Nézőszám: 11 200 Játékvezető: Marco Rodríguez (mexikói) |

| 2009. október 7. 16:30 (UTC+2) |

| Venezuela  | 1–2               | Egyesült Arab Emírségek |
| ---------- | ----------------- | ----------------------- |
| Rondón 12' | (1–1) Jegyzőkönyv | Ahmed 22' Halíl 83'     |

| Szuezi stadion, Szuez Nézőszám: 26 000 Játékvezető: Eddy Maillet (Seychelle-szigeteki) |

| 2009. október 7. 20:00 (UTC+2) |

| Németország                             | 3–2               | Nigéria                 |
| --------------------------------------- | ----------------- | ----------------------- |
| Kopplin 52' 90+3' Vrančić 75' Kempe 64′ | (0–0) Jegyzőkönyv | Uchechi 51' Ibrahim 68' |

| Szuezi stadion, Szuez Nézőszám: 26 000 Játékvezető: Jorge Larrionda (uruguayi) |

#### Negyeddöntők
| 2009. október 9. 16:30 (UTC+2) |

| Dél-Korea                 | 2–3               | Ghána                   |
| ------------------------- | ----------------- | ----------------------- |
| Hee-Sung 31' Dong-Sub 82' | (1–2) Jegyzőkönyv | Adiyiah 8' 78' Osei 28' |

| Szuezi stadion, Szuez Nézőszám: 31 000 Játékvezető: Joel Aguilar (salvadori) |

| 2009. október 9. 20:00 (UTC+2) |

| Olaszország                                                                       | 2–3 (h. u.)                 | Magyarország                                      |
| --------------------------------------------------------------------------------- | --------------------------- | ------------------------------------------------- |
| Mazzotta 82' Bonaventura 113' Gentili 35′, 71′ Bini 80′, 84′ Albertazzi 21′, 115′ | (0–1, 1–1, 1–1) Jegyzőkönyv | Koman 2' (11-esből) Németh 112' 117' Szekeres 90′ |

| Szuezi stadion, Szuez Nézőszám: 31 000 Játékvezető: Óscar Ruiz (kolumbiai) |

| 2009. október 10. 16:30 (UTC+2) |

| Brazília       | 2–1 (h. u.)                 | Németország |
| -------------- | --------------------------- | ----------- |
| Maicon 88' 91' | (0–0, 1–1, 2–1) Jegyzőkönyv | Holtby 73'  |

| Kairói Nemzetközi Stadion, Kairó Nézőszám: 32 935 Játékvezető: Roberto Rosetti (olasz) |

| 2009. október 10. 20:00 (UTC+2) |

| Egyesült Arab Emírségek | 1–2 (h. u.)                 | Costa Rica                   |
| ----------------------- | --------------------------- | ---------------------------- |
| Ali 33' Fawzi 119′      | (1–1, 1–1, 1–1) Jegyzőkönyv | J. Martínez 37' Ureña 120+2' |

| Kairói Nemzetközi Stadion, Kairó Nézőszám: 32 935 Játékvezető: Ivan Bebek (horvát) |

#### Elődöntők
| 2009. október 13. 16:30 (UTC+2) |

| Ghána                       | 3–2               | Magyarország           |
| --------------------------- | ----------------- | ---------------------- |
| Adiyiah 10' 31' Quansah 81' | (2–0) Jegyzőkönyv | Futács 73' Balajti 84' |

| Kairói Nemzetközi Stadion, Kairó Nézőszám: 39 812 Játékvezető: Jorge Larrionda (uruguayi) |

| 2009. október 13. 20:00 (UTC+2) |

| Brazília        | 1–0               | Costa Rica |
| --------------- | ----------------- | ---------- |
| Alan Kardec 67' | (0–0) Jegyzőkönyv |            |

| Kairói Nemzetközi Stadion, Kairó Nézőszám: 39 812 Játékvezető: Alberto Undiano Mallenco (spanyol) |

#### Bronzmérkőzés
| 2009. október 16. 17:00 (UTC+2) |

| Magyarország           | 1–1               | Costa Rica                    |
| ---------------------- | ----------------- | ----------------------------- |
| Koman 90+1' (11-esből) | (0–0) Jegyzőkönyv | Ureña 81' Mena 33′, 89′       |
| Büntetőpárbaj          |                   |                               |
| Németh Koman Varga     | 2–0               | Estrada Gamboa Luna Hernández |

| Kairói Nemzetközi Stadion, Kairó Nézőszám: 67 814 Játékvezető: Nisimura Júicsi (japán) |

- A FIFA versenyszabályzata alapján, ha a Bronzmérkőzés játszandó mérkőzést közvetlenül a döntő előtt rendezik meg, és a Bronzmérkőzés játszandó mérkőzésen a rendes játékidőt követően döntetlen az eredmény, akkor a mérkőzésen nincs hosszabbítás, és egyből 11-es rúgások döntik el a mérkőzést.

#### Döntő
| 2009. október 16. 20:00 (UTC+2) |

| Ghána                                          | 0–0 (h. u.) | Brazília                                                      |
| ---------------------------------------------- | ----------- | ------------------------------------------------------------- |
| Addo 37′                                       | Jegyzőkönyv |                                                               |
| Büntetőpárbaj                                  |             |                                                               |
| Ayew Inkoom Mensah Addae Adiyiah Agyemang-Badu | 4–3         | Alan Kardec Giuliano Douglas Costa Souza Maicon Alex Teixeira |

| Kairói Nemzetközi Stadion, Kairó Nézőszám: 67 814 Játékvezető: Frank De Bleeckere (belga) |

### Díjak
| A 2009-es U20-as labdarúgó-világbajnokság győztese |
| -------------------------------------------------- |
| · Ghána · 1. cím                                   |

| 2. helyezett | 3. helyezett | 4. helyezett |
| ------------ | ------------ | ------------ |
| Brazília     | Magyarország | Costa Rica   |

#### Különdíjak
| Golden Ball        | Silver Ball    | Bronze Ball |
| ------------------ | -------------- | ----------- |
| Dominic Adiyiah    | Alex Teixeira  | Giuliano    |
| Golden Shoe        | Silver Shoe    | Bronze Shoe |
| Dominic Adiyiah    | Koman Vladimir | Aarón       |
| 8 gólos            | 5 gólos        | 4 gólos     |
| Golden Glove       |                |             |
| Esteban Alvarado   |                |             |
| FIFA Fair Play díj |                |             |
| Brazília           |                |             |

### Gólszerzők
| 8 gólos - Dominic Adiyiah 5 gólos - Koman Vladimir 4 gólos - Alan Kardec - Ransford Osei - Aarón Ñíguez - Yonathan Del Valle - José Salomón Rondón 3 gólos - Alex Teixeira - Marco Ureña - Kermit Erasmus - Kim Min-Woo - Fran Mérida - Németh Krisztián 2 gólos - Maicon - Josué Martínez - Jan Chramosta - Michael Rabušic - Jan Vošahlík - Kim Bogjong - Ahmed Halíl - Hossam Arafat - Bogy - Mostafa Mahmoud Selim - Ahmed Shokry - André Ayew - Mario Roberto Martínez - Semih Aydilek - Lewis Holtby - Björn Kopplin - Richard Sukuta-Pasu - Michelangelo Albertazzi - Mattia Mustacchio - Ander Herrera - Kike - Emilio Nsue - Nicolás Lodeiro - Jonathan Urretaviscaya | 1 gólos - Alex Tchuimeni-Nimely - James Holland - Aaron Mooy - Boquita - Ciro - Douglas Costa - Giuliano - Paulo Henrique - Diego Estrada - David Guzmán - Diego Madrigal - José Mena - Tomáš Pekhart - Andile Jali - Sibusiso Khumalo - Kim Dong-Su - Park Hee-Sung - Gu Ja-Cheol - Kim Young-Gwon - Bryan Arguez - Dilly Duka - Brian Ownby - Tony Taylor - Ahmed Ali - Mohammed Ahmad - Hamdan Al Kamali - Dhiab Awana - Mohamed Talaat - Mohammed Rabiu - Abeiku Quansah - Arnold Peralta - Andre Akono - Germain Tico - Banana Yaya | 1 gólos (folytatás) - Balajti Ádám - Debreceni András - Futács Márkó - Kiss Máté - Korcsmár Zsolt - Présinger Ádám - Florian Jungwirth - Manuel Schäffler - Mario Vrančić - Daniel Adejo - Ibok Edet - Kehinde Fatai - Rabiu Ibrahim - Nwankwo Obiorah - Nurudeen Orelesi - Chima Daniel Uchechi - Giacomo Bonaventura - Umberto Eusepi - Andrea Mazzarani - Antonio Mazzotta - Silvano Raggio - Aldo Paniagua - Federico Santander - Daniel Parejo - Juma Clarence - Jean Luc Rochford - Santiago Garcia - Abel Hernandez - Tabaré Viudez - Sherzod Karimov - Ivan Nagaev - Oscar Rojas - José Manuel Velázquez öngólos - Luke DeVere (Costa Rica ellen) |

### Végeredmény
Az első négy helyezett utáni sorrend nem tekinthető hivatalosnak, mivel ezekért a helyekért nem játszottak mérkőzéseket. Ezért e helyezések meghatározásához az alábbiak lettek figyelembe véve:
1. több szerzett pont (a 11-esekkel eldöntött találkozók a hosszabbítást követő eredménnyel, döntetlenként vannak feltüntetve)
2. jobb gólkülönbség
3. több szerzett gól
4. jobb csoportbeli helyezés

A hazai csapat és Magyarország eltérő háttérszínnel kiemelve.
| Helyezés  | Nemzet                  | M | Gy | D | V | G+ | G– | Gk  | P  |
| --------- | ----------------------- | - | -- | - | - | -- | -- | --- | -- |
| Aranyérem | Ghána                   | 7 | 5  | 2 | 0 | 16 | 8  | +8  | 17 |
| Ezüstérem | Brazília                | 7 | 5  | 2 | 0 | 14 | 3  | +11 | 17 |
| Bronzérem | Magyarország            | 7 | 3  | 2 | 2 | 14 | 11 | +3  | 11 |
| 4.        | Costa Rica              | 7 | 3  | 1 | 3 | 10 | 11 | –1  | 10 |
|           |                         |   |    |   |   |    |    |     |    |
| 5.        | Németország             | 5 | 3  | 1 | 1 | 11 | 5  | +6  | 10 |
| 6.        | Dél-Korea               | 5 | 2  | 1 | 2 | 9  | 6  | +3  | 7  |
| 7.        | Olaszország             | 5 | 2  | 1 | 2 | 9  | 9  | 0   | 7  |
| 8.        | Egyesült Arab Emírségek | 5 | 2  | 1 | 2 | 6  | 7  | –1  | 7  |
|           |                         |   |    |   |   |    |    |     |    |
| 9.        | Spanyolország           | 4 | 3  | 0 | 1 | 14 | 3  | +11 | 9  |
| 10.       | Csehország              | 4 | 2  | 2 | 0 | 7  | 5  | +2  | 8  |
| 11.       | Uruguay                 | 4 | 2  | 1 | 1 | 7  | 5  | +2  | 7  |
| 12.       | Venezuela               | 4 | 2  | 0 | 2 | 10 | 5  | +5  | 6  |
| 13.       | Egyiptom                | 4 | 2  | 0 | 2 | 9  | 7  | +2  | 6  |
| 14.       | Paraguay                | 4 | 1  | 2 | 1 | 2  | 4  | –2  | 5  |
| 15.       | Dél-afrikai Köztársaság | 4 | 1  | 1 | 2 | 5  | 8  | –3  | 4  |
| 16.       | Nigéria                 | 4 | 1  | 0 | 3 | 7  | 6  | +1  | 3  |
|           |                         |   |    |   |   |    |    |     |    |
| 17.       | Honduras                | 3 | 1  | 0 | 2 | 3  | 3  | 0   | 3  |
| 18.       | Egyesült Államok        | 3 | 1  | 0 | 2 | 4  | 7  | −3  | 3  |
| 19.       | Kamerun                 | 3 | 1  | 0 | 2 | 3  | 7  | −4  | 3  |
| 20.       | Üzbegisztán             | 3 | 0  | 1 | 2 | 2  | 6  | −4  | 1  |
| 21.       | Trinidad és Tobago      | 3 | 0  | 1 | 2 | 2  | 6  | −4  | 1  |
| 22.       | Anglia                  | 3 | 0  | 1 | 2 | 1  | 6  | −5  | 1  |
| 23.       | Ausztrália              | 3 | 0  | 0 | 3 | 2  | 8  | −6  | 0  |
| 24.       | Tahiti                  | 3 | 0  | 0 | 3 | 0  | 21 | −21 | 0  |